# Centralizzatore
In algebra, e più specificamente in teoria dei gruppi, si intende per centralizzatore (o "centralizzante") di un dato elemento {\displaystyle g} appartenente ad un gruppo {\displaystyle (G,*)} l'insieme:
{\displaystyle Z(g):=\{h\in G\mid h*g=g*h\}}
In altre parole, {\displaystyle Z(g)} è l'insieme degli elementi di {\displaystyle G} che commutano con {\displaystyle g}.
Tale insieme si denota solitamente con {\displaystyle Z(g)}, in sintonia con la convenzione di utilizzare la lettera {\displaystyle Z} (senza parametro) per indicare il centro di un gruppo (convenzione che a sua volta deriva dal tedesco Zentrum, centro).

## Proprietà del centralizzatore
Il centralizzatore di un qualsiasi elemento di {\displaystyle G} è un sottogruppo, e la verifica di questo fatto è semplice: siano {\displaystyle h_{1}} e {\displaystyle h_{2}} due elementi appartenenti al {\displaystyle Z(g)}. Allora:
{\displaystyle (h_{1}*h_{2})*g=h_{1}*(h_{2}*g)=h_{1}*(g*h_{2})=(h_{1}*g)*h_{2}=g*(h_{1}*h_{2})\Rightarrow h_{1}*h_{2}\in Z(g)}
Inoltre, se per assurdo ci fosse un elemento {\displaystyle h} tale che {\displaystyle h} commuti con {\displaystyle g} ma il suo inverso no, avremmo:
{\displaystyle g*e=g*h*h^{-1}=h*g*h^{-1}\not =h*h^{-1}*g=g}, dove {\displaystyle e} è l'identità del gruppo, e quindi {\displaystyle g*e\not =g} è un assurdo.
Infine, l'identità commuta con ogni elemento del gruppo, quindi {\displaystyle \forall g\in G,e\in Z(g)}.
Il centralizzatore di un elemento si dice banale se coincide con il gruppo stesso. I centralizzatori sono evidentemente tutti banali nei gruppi abeliani, ed in generale il centralizzatore di un elemento {\displaystyle g} è banale se e solo se {\displaystyle g} appartiene al centro del gruppo.

## Normalizzatore
Un concetto correlato è quello di normalizzatore, indicato con NG(S) o semplicemente con N(S), la cui definizione si ottiene da quella di 'centralizzatore', sostituendo però il singolo elemento g con un sottoinsieme S di G (non necessariamente un sottogruppo di G).

### Definizione
Il normalizzatore di S in G è quindi l'insieme NG(S) = {x ∈ G : xS = Sx}. Anche in questo caso, come si può banalmente dimostrare, N(S) è un sottogruppo di G. Ancora più banale è constatare che la definizione sussume quella di 'centralizzatore' (è sufficiente sostituire g con il singoletto {\displaystyle \{g\}}).
Il normalizzatore deve il suo nome al fatto che se il sottoinsieme S è anche un sottogruppo di G, allora N(S) è il più grande sottogruppo di G che abbia S come sottogruppo normale. Il normalizzatore non deve essere confuso con la chiusura rispetto al coniugio.

### Sottogruppo auto-normalizzante
Un sottogruppo H di G è detto un sottogruppo auto-normalizzante di G se NG(H) = H.